# Куделя Надія Павлівна
Надія Павлівна Куде́ля (15 жовтня 1936 — 15 вересня 2022) — українська співачка, колоратурне сопрано, заслужена артистка України, народна артистка України (2021).

## Життєпис
Освіту здобула в Київській консерваторії в класі Марії Донець-Тессейр. В студентські роки перемогла на Всесвітньому фестивалі молоді у Відні (1959 р.). В 1964 стала лауреатом Конкурсу ім. Дж. Енеску в Румунії, а в 1967-му — дипломанткою на Конкурсі молодих співаків в Болгарії.
В 1960-х — 1980-х роках — солістка Київської опери. В репертуарі — близько 30 партій, в тому числі Травіати з однойменної опери Дж. Верді, яку вона співала на прем'єрі цієї опери 1964 року. Викладає в Національному університеті ім. Драгоманова.

## Державні нагороди
- Звання Народна артистка України (8 березня 2021) — за значний особистий внесок у соціально-економічний, науково-технічний, культурно-освітній розвиток Української держави, зразкове виконання службового обов'язку та багаторічну сумлінну працю[4]